# Candomblé Queto
Candomblé Queto (Ketu)  ou candomblé de rito nagô é a maior e a mais popular "nação" do candomblé, uma das religiões afro-brasileiras, tendo origens nas tradições dos povos da região de Queto, incluídos entre os iorubás ("nagôs").

## Origens
"Um dos mitos da criação do mundo (Cf. em Barretti Fª, (1984/2003) 2012 - "Ilê-Ifé a Origem do Mundo.") diz que Odudua é seu criador, fundador e o primeiro Obá Oni Ifé (Ọba Òóni Ifè), ou seja, o primeiro rei de Ifé e o progenitor de todo os iorubás (Cf. em Barretti Fª, (2003) 2012 - "Odùduwà – Óòni Ifè"). Numa sociedade polígama, Odùduwà teve muitas esposas e uma grande prole. (Cf. em Barretti Fº, (2003) 2012 -   "As Esposas de Odùduwà").

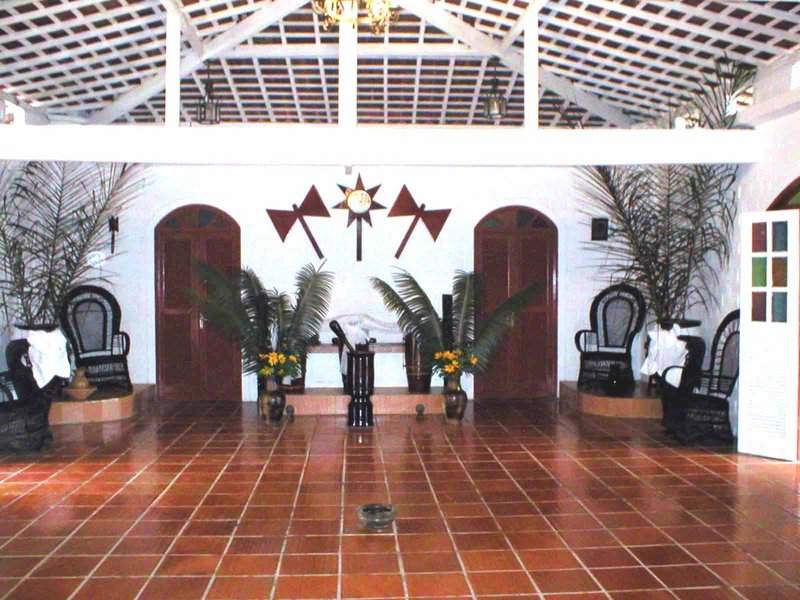
Terreiro de candomblé em Pernambuco, 2004.

Os filhos, netos ou bisnetos de Odudua, os deuses, semideuses e/ou heróis, formaram a base da nação iorubás, o que faz Odudua ser conhecido como "O Patriarca dos iorubás", passando a ser aclamado de alafim Odudua Alajaié (Olófin Odùduwà Àjàlàiyé). (Cf. em Barretti Fº, (2003) 2012 - "A Formação do Povo Yorùbá")
Enfim, alguns de seus filhos geraram as linhagens dos obás dos iorubás (Reis considerados como descendentes diretos do orixá cultuado, que representam ou "são" o próprio orixá em vida) e uns foram os precursores dos principais subgrupos, ou mais, que deram origem à civilização dos iorubás e, religiosamente falando, de todos os povos do mundo. (confira em Barretti Fº, (2003) 2012 - "Os Ọba").
O grupo étnico iorubá é subdividido em vários subgrupos, tais como: os Queto, Oió, Ijexá, Ifé, Ifom, Ebá, Efom etc. Esses deram origem, na diáspora, à religião dos orixás. Os Queto, no nosso caso, foram um importante precursor das religiões afro-brasileiras.
Portanto, nos candomblés ditos de nação Queto, de origem étnica iorubá, o Orixá Oxóssi, o senhor da caça e dos caçadores, é revivido, reverenciado e aclamado como "Obá Alaqueto (Ọba Alákétu; título real de Queto), Rei e Senhor de Queto e dos Queto": rei do candomblé Queto. Nessa mesma nação, o orixá Exu, principal comunicador, "articulador" e "transformador" de todo o sistema religioso iorubá e do candomblé, ganha ainda maior notoriedade quando é agraciado, saudado e cultuado como Exu Alaqueto (Èṣù Alákétu), Rei em Ilê-Queto (Ilê-Kétu).
Esses orixás tornam-se identificadores indiscutíveis da nação Queto e possuem em comum o título real Alaqueto. (confira em Barretti Fº, (2010) 2012 - Os Òrìṣà Alákétu).
Sendo assim, os orixás Exu e Oxóssi – que intitulamos orixá Alaqueto (Òrìṣà Alákétu), que, além de seus valores naturais, revelam-se como poderosos identificadores do Queto e de fundamental importância para a continuidade do candomblé Queto.
Alaqueto (Alákétu) continua sendo o título do rei da atual cidade de Queto, antigo reino iorubá, situada na República do Benim (antigo Daomé), país que faz fronteira, a oeste, com a Nigéria Essas regiões são conhecidas por Iorubalândia: terras onde habitam os iorubás, independentemente das divisões geopolíticas e/ou sociológicas impostas às etnias africanas." (Barretti Fº, 2010, dados e extratos: pp. 75–81)

## História
No início do século XIX, as etnias africanas eram separadas por confrarias da Igreja Católica na região de Salvador, na Bahia. Dentre os escravos pertencentes ao grupo dos Nagôs, estavam os iorubás. Suas crenças e rituais são parecidos com os de outras nações do candomblé em termos gerais, mas diferentes em quase todos os detalhes.
Teve início em Salvador, na Bahia. De acordo com as lendas contadas pelos mais velhos, algumas princesas vindas de Oió e Queto na condição de escravas fundaram um terreiro num engenho de cana-de-açúcar. Posteriormente, passaram a reunir-se num local denominado Barroquinha, onde fundaram uma comunidade de Jeje-Nagô pretextando a construção e manutenção da primitiva Capela da Confraria de Nossa Senhora da Barroquinha, atual Igreja de Nossa Senhora da Barroquinha que, segundo historiadores, efetivamente conta com cerca de três séculos de existência.
No Brasil Colônia e depois, já com o país independente mas ainda escravocrata, proliferaram irmandades. "Para cada categoria ocupacional, raça, nação - sim, porque os escravos africanos e seus descendentes procediam de diferentes locais com diferentes culturas - havia uma. Dos ricos, dos pobres, dos músicos, dos pretos, dos brancos etc. Quase nenhuma de mulheres, e elas, nas irmandades dos homens, entraram sempre como dependentes para assegurarem benefícios corporativos advindos com a morte do esposo. Para que uma irmandade funcionasse, diz o historiador João José Reis, precisava encontrar uma igreja que a acolhesse e ter aprovados os seus estatutos por uma autoridade eclesiástica".

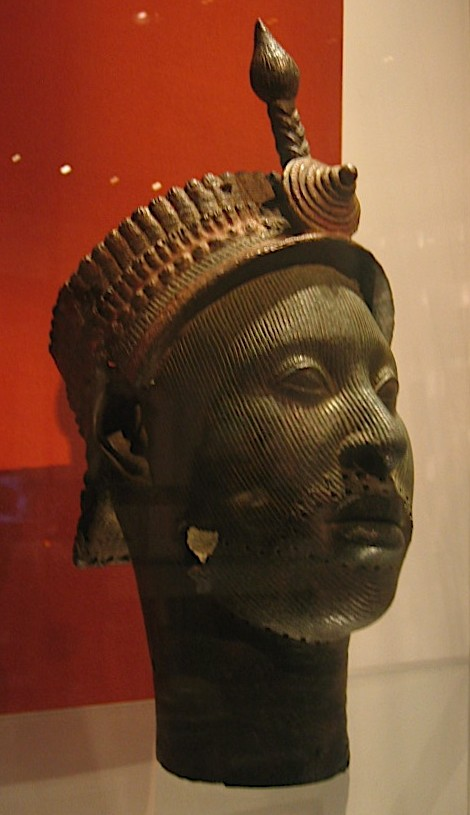
Busto de Oduduá, rei de Ifé, exposto no Museu Britânico.

Muitas conseguiram construir a sua própria Igreja como a Igreja do Rosário da Barroquinha, com a qual a Irmandade da Boa Morte manteve estreito contato. O que ficou conhecido como devoção do povo de candomblé. O historiador cachoeirano Luiz Cláudio Dias Nascimento afirma que os atos litúrgicos originais da Irmandade de cor da Boa Morte eram realizados na Igreja da Ordem Terceira do Carmo, templo tradicionalmente frequentado pelas elites locais. Posteriormente, as irmãs transferiram-se para a Igreja de Santa Bárbara, da Santa Casa da Misericórdia, onde existem imagens de Nossa Senhora da Glória e da Nossa Senhora da Boa Morte. Desta, mudaram-se para a bela Igreja do Amparo, demolida em 1946 e onde hoje encontram-se moradias de classe média. Daí, saíram para a Igreja Matriz, sede da freguesia, indo depois para a Igreja da Ajuda.
O fato é que não se sabe ao certo precisar a data exata da origem da Irmandade da Boa Morte. Odorico Tavares arrisca uma opinião: a devoção teria começado mesmo em 1820, na Igreja da Barroquinha, tendo sido os Jejes, deslocando-se até Cachoeira, os responsáveis pela sua organização. Outros ressaltam a mesma época, divergindo quanto à nação das pioneiras, que seriam alforriadas Queto. Parece que a composição da irmandade continha variada procedência étnica, já que fala-se em mais de uma centena de adeptas nos seus primeiros anos de vida.
Essas confrarias eram os locais onde se reuniam as sacerdotisas africanas já libertas (alforriadas) de várias nações, que foram se separando conforme foram abrindo os terreiros. Na comunidade existente atrás da capela da confraria, foi construído o Candomblé da Barroquinha pelas sacerdotisas de Queto, que, depois, se transferiram para o Engenho Velho, ao passo que algumas sacerdotisas de Jeje deslocaram-se para o Recôncavo Baiano, para Cachoeira e São Félix, para onde transferiram a Irmandade da Boa Morte e fundaram vários terreiros de candomblé jeje, sendo o primeiro Kwé Cejá Hundé ou Roça do Ventura.
O Candomblé Queto ficou concentrado em Salvador. Depois da transferência do Candomblé da Barroquinha para o Engenho Velho, passou a se chamar Ilê Axé Iá Nassô  mais conhecido como Casa Branca do Engenho Velho sendo a primeira casa da nação Queto no Brasil de onde saíram as Ialorixás que fundaram o Ilê Axé Opô Afonjá e o Ilê Iá Omim Axé Iamassé, o Terreiro do Gantois.

## Orixás
Os Orixás do Queto são basicamente os da Mitologia iorubá.
Olorum também chamado Olodumarê é o Deus supremo, que criou as divindades ou Orixás (em iorubá: Òrìsà). As centenas de orixás ainda cultuados na África, ficou reduzida a um pequeno número que são invocados em cerimônias:
- Exu, Orixá guardião dos templos, encruzilhadas, passagens, casas, cidades e das pessoas, mensageiro divino dos oráculos. Ele foi o segundo orixá a ser criado por Olodumarê. É o grande porta-voz dos orixás, mensageiro entre nós, seres humanos, e os seres divinos.
- Ogum, Orixá do ferro, guerra e tecnologia. Um dos primeiros a pisar aqui no Ilê-Aiê com a responsabilidade de tornar habitável nosso planeta, porém não teve sucesso em sua missão.
- Oxóssi, Orixá da caça e da fartura. Um dos primeiros orixás a pisar aqui no Ilê-Aiê juntamente a Ogum e Ijá, mas falhou em sua missão.
- Logunedé: Orixá filho de Ipondá. A paternidade de Logum é muito debatida e controversa. Uns dizem que ele seria filho de Obatalá, outros que o seu pai é Erinlé e até que o seu real pai seria Orunmilá. É um orixá da caça e da pesca. É cultuado tanto na beira dos rios, como nas matas. É ele quem lidera todos os orixás quando eles vão pra guerra, é ele que esquematiza todo o plano e ordena os outros orixás Jagunjagum (guerreiros) para um ataque certeiro. É estrategista, sanguinário tanto quanto, ou mais que Ogum, impiedoso, sério, quieto e muito severo com seus iniciados.
- Xangô, Orixá do fogo e trovão, da justiça. Sua pedra (Edum Ará) é formada ao trovão cair na terra. É filho de Oraniã e Torossi. Foi o quarto Rei de Oió, antes que havia governado seria: Seu pai, Oraniã, seu irmão, Dadá Ajacá e logo depois o seu "tutor", que foi um péssimo governante e Xangô teve de entrar em seu lugar. Seu nome espiritual é Tela-Ocô. De todas as suas esposas, as mais conhecidas são: Obá, Oiá e Oxum.
- Airá, Usa branco, é filho de Obatalá e tem fortes ligações com o fogo.
- Obaluaiê, Orixá da cura para todas as doenças. Tem ligação com a febre que expulsa a doença do nosso corpo. É o orixá da quentura do Sol e calor. É irmão de Xangô
- Oxumarê, Orixá da chuva e do arco-íris. Após uma chuva acompanhada de um sol, vemos Oxumarê descer do orun para visitar o grande Ilê-Ayê. As pessoas costumam saudar Oxumarê com Aoboboi (Ahoboboy), isso é um erro. A saudação do orixá Oxumarê é GBANGBA L'ORUN. Esse orixa tem ligação com riqueza e dinheiro
- Oçânhim, Orixá das Folhas, conhece o segredo de todas elas.
- Oiá ou Iansã, Orixá dos ventos, relâmpagos, tempestades, e do Rio Niger
- Oxum, Orixá feminino dos rios, do ouro, do jogo de búzios, e do amor.
- Iemanjá, Orixá dos lagos, mares e fertilidade, mãe de muitos Orixás.
- Nanã, Orixá  dos pântanos, e da morte, mãe de Obaluaiê.Nanã Buruquê, orixá do candomblé dos pântanos e da morte.
- Ieuá, Orixá do rio Ieuá.

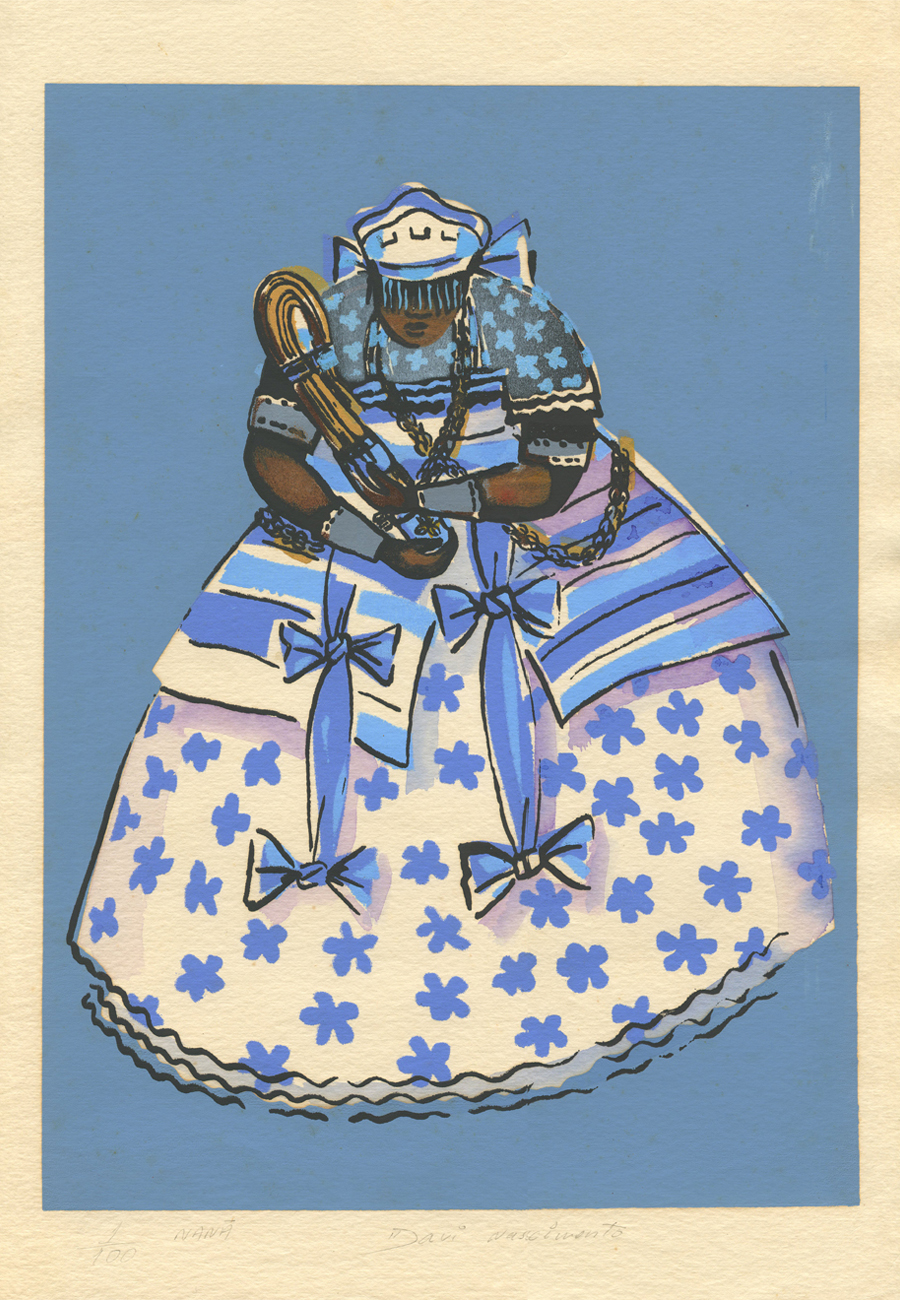
Nanã Buruquê, orixá do candomblé dos pântanos e da morte.

- Obá, Orixá do Rio Oba, uma grande guerreira e uma das esposas de Xangô
- Axabó: Orixá da família de Xangô
- Ibeji: Orixás que são inseparáveis e são gêmeos. Eles têm facilidade muito grande em dar prosperidade, fartura, fortuna e boa sorte. Eles se chamam Taiuó (Taiwo) e Queindê (Kehinde). Os pais que têm gêmeos como seus filhos, serão muito abençoados e toda a família envolvida com essas crianças também terão dádivas derramadas em si. Se os pais têm gêmeos e logo depois tem mais um filho (após o nascimento dos gêmeos), essa criança é chamada de Idowu, que seria o equivalente ao Exu desses gêmeos, aquele que toma conta desses gêmeos.
- Irocô, Árvore sagrada, (gameleira branca no Brasil) muitas vezes confundido com o Orixá que habita o interior dessa árvore (Oluerê).
- Egungum, ancestral cultuado após a morte em casas separadas dos Orixás.
- Iami-Ajé, é a sacralização da figura materna, a grande mãe feiticeira.
- Onilê, Orixá do culto de Egungum
- Oxalá: Orixá do Branco, foi o primeiro orixá a ser criado por Olodumaré. É esse orixá que molda os corpos dos seres humanos.
- Oluerê: Orixá que as pessoas confundem com a árvore sagrada que ele habita (Irocô). Pessoas fazem oferendas aos pés dessa árvore para fazer seus pedidos e agradecimentos.
- Ifá ou Orunmilá-Ifá: Ifá é a filosofia de Olodumarê trazida pelo orixá Orunmilá com o intuito de facilitar e ensinar os seres humanos a lidarem com as questões do cotidiano sem maiores obstáculos. Orunmilá é o orixá do conhecimento, sabedoria e adivinhação.
- Odudua: Orixá que teve papel fundamental na criação do mundo. Te 8 pares de gêmeos (16) filhos. Foi ela quem trouxe a terra para adubar o nosso planeta que era só água após os 6 jarros d'água caírem e formarem 6 oceanos. Foi ela, juntamente a alguns outros orixás e a mando de Olodumarê, que tornou a terra habitável para que pudesse haver vida.
- Oraniã: Orixá filho mais novo de Odudua. Pai de Xangô e Dadá Ajacá (Bayanni). Foi o primeiro Rei de Oió. É conhecido pelas manchas em sua pela (ele tinha vitiligo).
- Baiâni: Segundo rei de Oió, após seu pai, Oraniã. Também é conhecido como Dadá Ajacá.
- Olocum, Orixá divindade do mar
- Olossá: Orixá dos lagos e lagoas
- Oxalufã: Qualidade de Oxalá velho e sábio
- Oxaguiã: Qualidade de Oxalá jovem e guerreiro
- Ocô: Orixá da agricultura

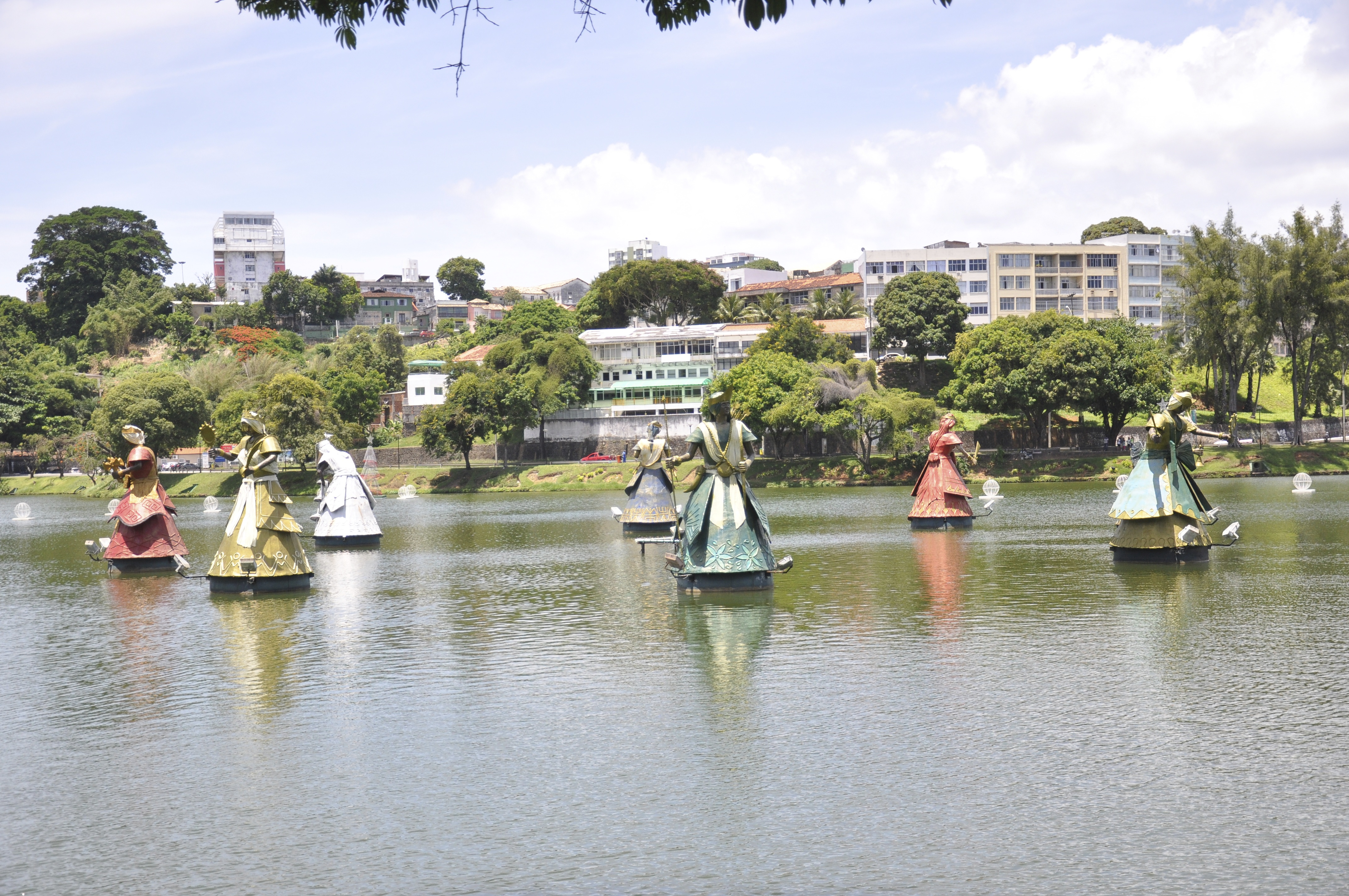
Representação de orixás no Dique de Tororó, em Salvador, na Bahia.

Na África, cada Orixá estava ligado originalmente a uma cidade ou a um país inteiro. Tratava-se de uma série de cultos regionais ou nacionais. Xangô em Oió, Iemanjá na região dos ebás, Ieuá em Ebadô, Ogum em Adô Equiti e Ondô, Oxum em Ilexá, osobôs e Ijebu Ode, Erinlé em Ilobu, Logunedé em Ilexá, Otim em Inisa, Oxalá-Obatalá em Ifé, subdivididos em Oxalufã em Ifo e Oxaguiã em Ejibó.
No Brasil, em cada templo religioso, são cultuados todos os Orixás, diferenciando que nas casas grandes tem um quarto separado para cada Orixá, nas casas menores são cultuados em um único quarto de santo (expressão usada para designar o quarto onde são cultuados os Orixás).

## Ritual
O ritual de uma casa de Queto é diferente dos das casas de outras nações. A diferença está no idioma, no toque dos Ilus (atabaque no Queto), nas cantigas, nas cores usadas pelos Orixás, os rituais mais importantes são: Padê, Sacrifício, Oferenda, Sassayin, Iniciação, Axexê, Olubajé, Águas de Oxalá, Ipeté de Oxum...
A língua sagrada utilizada em rituais do Queto é derivada da língua iorubá ou Nagô. O povo de Queto procura manter-se fiel aos ensinamentos das africanas que fundaram as primeiras casas, reproduzem os rituais, rezas, lendas, cantigas, comidas, festas, e esses ensinamentos são passados oralmente até hoje.

## Hierarquia
As posições principais do Queto (são chamados de cargo ou posto: em iorubá, oloiês, Ogãs e ajoiês), em termos de autoridade, são:
1. Ialorixá ou Babalorixá: A palavra iá do iorubá significa mãe, babá significa pai.
2. Iaquequerê (mulher): mãe-pequena, segunda sacerdotisa.
3. Babaquequerê (homem): pai-pequeno, segundo sacerdote.
4. Ialaxé (mulher): cuida dos objetos rituais.
5. Agibonã ou Agibonã: mãe-criadeira, supervisiona e ajuda na iniciação
6. Ebomis:  são pessoas que já cumpriram o período de sete anos da iniciação (significado: egbon mi, "meu irmão mais velho").
7. Ogãs: tocadores de atabaques (não entram em transe).
8. Axogum: responsável pelo sacrifício dos animais (não entra em transe).
9. Alabê: responsável pelos atabaques e pelos toques (não entra em transe).
10. Ajoiê ou equede: camareira do Orixá (não entra em transe). Na Casa Branca do Engenho Velho, as ajoiés são chamadas de equedes. No Gantois, de "Iarobá" e na Angola, é chamada de "macota de angúzo". "Equede" é nome de origem Jeje, que se popularizou e é conhecido em todas as casas de Candomblé do Brasil.
11. Iabassê: mulher responsável pela preparação das comidas de santo
12. Iaô: filha(o) de santo que já entra em transe.
13. Abiã: novato.